# قائمة الموسوعات العامة حسب اللغة
هذه قائمة بأسماء الموسوعات العامة في شتى اللغات مصنفة وفقا للغة المكتوبة بها.

## الموسوعات الألبانية
موسوعات مكتوبة بالألبانية
1. موسوعة يوغوسلافيا (النسخة الألبانية، 1984): أول موسوعة نشرت بالألبانية.
2. المعجم الألباني الموسوعي (أو القاموس الألباني الموسوعى): الطبعة الأولى (1985; FESH)، الطبعة الثانية (2008/09; Botimi i ri, FESH II).

- ويكيبيديا الألبانية

## الموسوعات الألمانية
موسوعات مكتوبة بالألمانية
1. موسوعة أوكنوميشه: تقع فيما يربو على 242 مجلدا، وطبعت بين الأعوام (1773 - 1858).
2. موسوعةالإمبراطورية النمساوية-المجرية بالكلمة والصورة (1886 - 1902)
3. موسوعة بروكهاوس

- ويكيبيديا الألمانية

## الموسوعات الإسبانية
موسوعات مكتوبة بالإسبانية
1. موسوعة إسباسا
2. موسوعة إنكارتا الإسبانية

- ويكيبيديا الإسبانية

## الموسوعات الإنجليزية
موسوعات مكتوبة بالإنجليزية
1. إنكارتا: موسوعة إلكترونية من شركة مايكروسوفت
2. بريتانيكا جونيور: الموسوعة البريطانية للصغار
3. بنغلابيديا: الموسوعة البنغالية القومية لدولة بنجلاديش - متوافرة بالإنجليزية والبنغالية
4. فانك أند واجنالس
5. قاموس العصور الوسطى (1982 - 1989)
6. كتاب المعرفة
7. موسوعة بيرز: موسوعة من كتاب واحد صدرت في المملكة المتحدة
8. موسوعة بريتانيكا (بريتانيكا): ظلت تطبع من 1768 حتى 2010، صارت نسخة إلكترونية على الإنترنت منذ 1994
9. موسوعة الحياة: موسوعة على الإنترنت تهدف إلى توثيق المعلومات عن الكائنات الحية
10. موسوعة كامبريدج: موسوعة من مجلد واحد من إصدار منشورات جامعة كامبريدج بالمملكة المتحدة
11. موسوعة كمبوتون: موسوعة من 26 مجلد
12. موسوعة كولينز لإسكتلندا: مجلد واحد
13. موسوعة كولومبيا: موسوعة من مجلد واحد من إصدار منشورات جامعة كولومبيا بامريكا
14. موسوعة كوليير (1951 - 1998)
15. موسوعة ورلد بوك: أعلى وأفضل الموسوعات الإنجليزية المطبوعة مبيعا
16. الموسوعة الأسيوية للقانون
17. الموسوعة الأكاديمية الأمريكية
18. الموسوعة الأمريكية (موسوعة أمريكانا)
19. الموسوعة الإيرانية (إنسيكلوبيديا إيرانيكا): تتناول التاريخ والموضوعات المعاصرة المتصلة بالشعوب الإيرانية
20. الموسوعة البريطانية (1809): 6 مجلدات (بالإنجليزية)
21. الموسوعة البريطانية (1933): 10 مجلدات (بالإنجليزية)
22. الموسوعة الكتابية (الموسوعة الإنجيلية): نشرت عام 1899
23. الموسوعة الكندية: كانت بالأصل موسوعة مطبوعة متعددة المجلدت تهتم بالشؤون والموضوعات الكندية (صدرت عام 1985) وأصبحت الآن نسخة مجانية تعرض فقط على الإنترنت
24. الموسوعة النيوزيلاندية: موسوعة مختصة بالشأن المحلى ومايتعلق بها من أمور تاريخية وتضم موضوعات معاصرة
25. الموسوعة الويلزية: موسوعة من مجلد واحد متوفرة أيضا باللغة الويلزية
26. الموسوعة اليهودية (جودايكا): موسوعة من 26 مجلد بالإنجليزية عن اليهود وعقائدهم ودينهم

- ويكيبيديا الإنجليزية (2001)
- ويكيبيديا الإنجليزية البسيطة (2003)

## الموسوعات الإيطالية
موسوعات مكتوبة بالإيطالية
1. القاموس الإيطالى الموسوعى: (1955 -)
2. معجم سير الشخصيات الإيطالية
3. المعجم التاريخى لسويسرا
4. الموسوعة الإيطالية للعلوم والفنون والأداب: (1929 إلى 1960)

- ويكيبيديا الإيطالية

## الموسوعات البرتغالية
موسوعات مكتوبة بالبرتغالية
1. موسوعة بارسا
2. الموسوعة البرتغالية البرازيلية الكبرى

- ويكيبيديا البرتغالية

## الموسوعات البيلاروسية
موسوعات مكتوبة بالبيلاروسية
1. الموسوعة الببيلاروسية (1996–2004)
2. الموسوعة الببيلاروسية السوفيتية (1969–1976)

- ويكيبيديا البيلاروسية

## الموسوعات التركية
موسوعات مكتوبة بالتركية
1. موسوعة أنا بريتانيكا التركية

- ويكيبيديا التركية

## الموسوعات الروسية
موسوعات مكتوبة بالروسية
1. الموسوعة الروسية الكبرى
2. الموسوعة السوفيتية الكبرى

- ويكيبيديا الروسية

## الموسوعات الصينية
موسوعات مكتوبة بالصينية
1. موسوعة الدراسات المنغولية
2. موسوعة الصين
3. موسوعة الصين العسكرية: أكبر موسوعة عسكرية صينية تشمل أكثر من 50 الف مدخل قصير
4. الموسوعة الصينية
5. الموسوعة الصينية للأطفال: 4 مجلدات نشرت بمعرفة مطبوعات زيهيانج التعليمية

- ويكيبيديا الصينية

## الموسوعات العبرية
موسوعات مكتوبة بالعبرية
1. موسوعة الهولوكوست
2. الموسوعة العبرية هيبرايكا

- ويكيبيديا العبرية

## الموسوعات العربية
موسوعات مكتوبة بالعربية
1. موسوعة أعلام اليمن.
2. موسوعة الألقاب اليمنية.
3. موسوعة الجزيرة
4. موسوعة شعر الغناء اليمني في القرن العشرين.
5. موسوعة المعرفة
6. موسوعة الملك عبد الله بن عبد العزيز العربية للمحتوى الصحي
7. موسوعة موضوع
8. الموسوعة العربية (سوريا)
9. الموسوعة العربية العالمية[1] (السعودية)
10. الموسوعة اليمنية
11. موسوعة ويكي شيعة.[2]
12. موسوعة معرفة[3]
13. الموسوعة العُمانية (سلطنة عُمان)

- ويكيبيديا العربية

## الموسوعات العربية المصرية
1. مباهج الفكر ومناهج العبر المؤلف: الوطواط
2. صبح الأعشى في صناعة الإنشا المؤلف: أبو العباس القلقشندي
3. نهاية الأرب في فنون الأدب: النويري
4. دائرة معارف القرن العشرين: محمد فريد وجدي
5. الخطط التوفيقية: علي مبارك
6. تاريخ مصر وحضارتها: عبد الرحمن بدوي
7. شخصية مصر: جمال حمدان
8. موسوعة مصر القديمة: سليم حسن
9. موسوعة تاريخ مصر: احمد حسين

## الموسوعات الفارسية
موسوعات مكتوبة بالفارسية
1. معجم دهخدا الموسوعى
2. موسوعة اللغة والأدب الفارسى
3. الموسوعة الإسلامية الفارسية
4. الموسوعة الفارسية

- ويكيبيديا الفارسية

## الموسوعات الفرنسية
موسوعات مكتوبة بالفرنسية
1. اكتشافات غاليمار
2. لاروس الموسوعية الكبرى: (1960 - 1964)
3. معجم لاروس الموسوعى الكبير
4. موسوعة أونيفرساليس: (1968 -...)
5. موسوعة بريتانيكا: مترجمة للفرنسية

- ويكيبيديا الفرنسية

## الموسوعات الكورية
موسوعات مكتوبة بالكورية
1. موسوعة الثقافة الكورية
2. موسوعة دووسان الكورية
3. الموسوعة الكورية الكبرى

- ويكيبيديا الكورية

## الموسوعات اليابانية
موسوعات مكتوبة باليابانية
1. موسوعة نيبونيكا
2. موسوعة هيبونشا العالمية

- ويكيبيديا اليابانية